# Ivar Blekastad
Ivar I. Blekastad, född 4 oktober 1850 på gården Blekastad i Bredebygden, Sel, död 20 januari 1936 i Østre Gausdal, var en norsk skolman, handlare, jordbrukare och mejeriägare i Gausdal. Han var starkt engagerad i det lokala samhällslivet, bland annat som ordförande i skolstyrelsen samt som skribent i lokalpressen. Han var vidare engagerad i den nynorska språkrörelsen och hade som ung varit en drivande kraft vid grundandet av det första så kallade "ungdomslaget" i Norge, "Mølju", grundat vintern 1868–1869 i Sel.
Blekastad hade nio barn och var svärfar till såväl den norska författaren Olav Aukrust som till den tjeckiska författaren Milada Topicova. Han har även en fotnot i filmhistorien genom en statistroll som bonde i Carl Theodor Dreyers berömda film Prästänkan från 1920.